# Kutless
Kutless is een christelijke-rockband uit de staat Oregon (VS) die werd opgericht in 2000.
De band werd opgericht als worshipband onder de naam Call Box in 2000, omdat de bandleden al vroeg de keuze maakten hun christelijke identiteit te verwerken in hun muziek. Hun geloof werd een inspiratiebron die eigenlijk in al hun nummers ook later nog terug te vinden is. De bandleden zien het als hun roeping de liefde van God door hun muziek uit te dragen, en zo andere mensen te bereiken. Met het verschijnen van hun eerste nummer in 2002 werd besloten de bandnaam te veranderen in de huidige naam: Kutless. Deze naam is gebaseerd op een bijbeltekst, Romeinen 6:23, waarin staat: "Want het loon, dat de zonde geeft, is de dood, maar de genade, die God schenkt, is het eeuwige leven in Christus Jezus, onze Here." (NBG 1951). Hierom, aldus de band, He took our cuts for us... leaving us Kutless (vrij vertaald: "God nam onze belemmeringen/moeilijkheden (zonden) weg, zodat wij vrijgekocht mogen zijn"), wat de naam van de band verklaart.
In 2011 was de band, naast Toby Mac en The Afters, een van de hoofdacts op de EO-Jongerendag in het GelreDome in Arnhem.

## Albums

### Kutless
In de zomer van 2001 kwam Kutless in contact met een platenmaatschappij uit Seattle, Tooth & Nail records. De firma zag wel brood in de band, en besloten werd een album uit te brengen onder het label van de dochtermaatschappij van Tooth & Nail: BEC Recordings. Het eerste album kwam uit in 2002 en droeg de naam van de band. De eerste single van dit album werd het nummer Your Touch. Dit nummer werd ook meteen het hoogst genoteerde nummer van Kutless tot nu toe in de jaarlijkse top 100 van Christianrock: het bereikte de nummer 4-positie. Verder kreeg het ook in andere christelijke hitlijsten een notering. De tweede single van dit album werd het nummer Run. Ook dit nummer werd een hit. Zo werd het, ondanks een lagere notering in de eerdergenoemde top 100 wel een van de langst genoteerde platen ooit in deze lijst. Andere singles van dit album waren de nummers Tonight en Pride Away.

### Sea of Faces
In 2004 realiseerde Kutless hun tweede album, Sea of Faces. Naast het uitbrengen van dit album besloot de band een grote tournee te maken. Zo zou de band onder andere op de Olympische Spelen in Athene spelen. Dit ging echter niet door ten gevolge van problemen met het vliegtuig, waardoor de band Athene niet kon bereiken. Singles van dit nieuwe album werden de nummers Treason, Not what you see, It's like Me en het titelnummer Sea of Faces.

### Strong Tower
Na de verschijning van twee meer algemene albums besloten de leden van Kutless zich bij hun derde album, uitgebracht in 2005, voornamelijk weer op worship te richten. Hierdoor ontstond een album waarbij het geloof een meer expliciete rol speelt. Een aantal bekende worshipnummers werd door Kutless uitgevoerd. Zo werden onder andere nummers van Chris Tomlin en Matt Redman gebruikt voor het album. Gelijktijdig met het uitbrengen van dit album besloot zowel de drummer als de bassist de band te verlaten, waarop er een nieuwe drummer en bassist werden aangetrokken, beiden afkomstig uit de toen net opgesplitste band Seven Places. Met deze nieuwe bandleden maakte Kutless weer een tournee door heel de VS.

### Hearts of the Innocent
Het vierde album van de band, uitgebracht op 28 maart 2006, was Hearts of the Innocent. Het album is net als de eerste twee niet specifiek een worshipalbum. Singles van het album zijn onder andere Shut Me Out en Somewhere in the Sky. 

### To Know That You're Alive
Twee jaar na de uitgave van het vierde album van de band, kwam het vijfde album uit, in Nederland uitgebracht in juli 2008. Het album is korter dan het vorige en laat een mix zien van de vorige albums. Zo staan er een aantal rocknummers maar ook rustiger nummers op, net als op Strong Tower. De nummers The Feeling en Complete werden in datzelfde jaar als single uitgebracht. In 2009 werden hier nog To Know That You're Alive en I Do Not Belong aan toegevoegd.

### It Is Well
Het zesde album van Kutless kwam uit in oktober 2009. Na twee algemene albums gemaakt te hebben, besloot de band weer een cd uit te brengen met meer een worshipkarakter. Het werd het tweede worshipalbum van de band, na de meest succesvolle cd tot dan toe, Strong Tower. Evenals op Strong Tower is ook op It Is Well gekozen voor afwisselende nummers, waarbij zowel nummers van andere schrijvers als van de band zelf zijn terug te vinden. De eerste single werd What Faith can do.

## Bandleden
Gedurende het bestaan van Kutless is de samenstelling vaak veranderd. In feite waren alleen de zanger van de band, Jon Micah Sumrall, en de gitarist James Mead er vanaf het begin bij. Gitarist Ryan Shrout, die er ook vanaf het begin bij was, verliet de band in 2007 vanwege familieomstandigheden.

### Huidige bandleden
- Jon Micah Sumrall- zang, akoestische gitaar en piano. Lid sinds 2000.
- James Mead - gitaar, achtergrondzang. Lid sinds 2000.
- Dave Leutkenhoelter - basgitaar. Lid sinds 2005.
- Jeffrey Gilbert - drumstel. Lid sinds 2005.
- Nick Departee - gitaar, achtergrondzang. Lid sinds 2007 (voorheen lid technisch team Kutless).

### Voormalige bandleden
- Ryan Shrout - gitaar. Lid van 2000 tot 2007.

## Discografie

### Albums
| Jaar | Titel                     | Label(s)                            |
| ---- | ------------------------- | ----------------------------------- |
| 2002 | Kutless                   | BEC Recordings Tooth & Nail Records |
| 2004 | Sea of Faces              | BEC Recordings Tooth & Nail Records |
| 2005 | Strong Tower              | BEC Recordings Tooth & Nail Records |
| 2006 | Hearts of the Innocent    | BEC Recordings Tooth & Nail Records |
| 2008 | To Know That You're Alive | BEC Recordings Tooth & Nail Records |
| 2009 | It Is Well                | BEC Recordings Tooth & Nail Records |
| 2012 | Believer                  | BEC Recordings Tooth & Nail Records |
| 2014 | Glory                     | BEC Recordings Tooth & Nail Records |

### Andere edities
| Jaar | Titel                                   | Label(s)                            | Type uitgave        |
| ---- | --------------------------------------- | ----------------------------------- | ------------------- |
| 2002 | Kutless DVD                             | BEC Recordings Tooth & Nail Records | Dvd                 |
| 2006 | Hearts of the Innocent: Special Edition | BEC Recordings Tooth & Nail Records | Cd/dvd              |
| 2006 | Live From Portland                      | BEC Recordings Tooth & Nail Records | Live-album (cd/dvd) |
| 2007 | Strong Tower: Deluxe Edition            | BEC Recordings Tooth & Nail Records | Heruitgave          |

### Singles
| Jaar | Titel                 | Album                     |
| ---- | --------------------- | ------------------------- |
| 2002 | Your Touch            | Kutless                   |
| 2002 | Run                   | Kutless                   |
| 2003 | Tonight               | Kutless                   |
| 2003 | Pride Away            | Kutless                   |
| 2004 | Treason               | Sea of Faces              |
| 2004 | Sea of Faces          | Sea of Faces              |
| 2004 | Not What You See      | Sea of Faces              |
| 2004 | It's Like Me          | Sea of Faces              |
| 2005 | Strong Tower          | Strong Tower              |
| 2005 | Draw Me Close         | Strong Tower              |
| 2006 | Shut Me Out           | Hearts of the Innocent    |
| 2006 | Winds of Change       | Hearts of the Innocent    |
| 2006 | Somewhere in the Sky  | Hearts of the Innocent    |
| 2007 | Ready for You         | WOW Hits 2007             |
| 2007 | Promise of a Lifetime | Hearts of the Innocent    |
| 2008 | The Feeling           | To Know That You're Alive |
| 2008 | Complete              | To Know That You're Alive |